# Campionati europei di atletica leggera indoor 2013 - Staffetta 4×400 metri maschile
La gara si è svolta il 3 marzo 2013.

## Podio
| #       | Nazione     | Tempo   | Note |
| ------- | ----------- | ------- | ---- |
| Oro     | Regno Unito | 3'05"78 |      |
| Argento | Russia      | 3'06"96 |      |
| Bronzo  | Rep. Ceca   | 3'07"64 |      |

## Record
Prima di questa competizione, il record del mondo (RM), il record europeo (EU) ed il record dei campionati (RC) sono i seguenti:
| Record                | Prestazione | Atleta      | Data                            | Competizione                                        |
| --------------------- | ----------- | ----------- | ------------------------------- | --------------------------------------------------- |
| Record mondiale       | 3'02"83     | Stati Uniti | 7 marzo 1999 Maebashi, Giappone | Campionati mondiali di atletica leggera indoor 1999 |
| Record europeo        | 3'03"01     | Polonia     | 7 marzo 1999 Maebashi, Giappone | Campionati mondiali di atletica leggera indoor 1999 |
| Record dei campionati | 3'05"50     | Polonia     | 3 marzo 2002 Vienna, Austria    | Campionati europei di atletica leggera indoor 2002  |

## Risultati
| Pos. | Corsia | Nazione                                                                         | Tempo   | Note |
| ---- | ------ | ------------------------------------------------------------------------------- | ------- | ---- |
| 1    | 5      | Regno Unito Michael Bingham Richard Buck Nigel Levine Richard Strachan          | 3'05"78 |      |
| 2    | 6      | Russia Pavel Trenikhin Yuriy Trambovetskiy Konstantin Svechkar Vladimir Krasnov | 3'06"96 |      |
| 3    | 1      | Rep. Ceca Daniel Nemecek Josef Prorok Petr Lichy Pavel Maslák                   | 3'07"64 |      |
| 4    | 4      | Belgio Antoine Gillet Kévin Borlée Arnaud Ghislain Tim Rummens                  | 3'07"98 |      |
| 5    | 2      | Svezia Felix Francois Nil De Oliveira Johan Wissman Dennis Forsman              | 3'09"42 |      |
| 6    | 3      | Polonia Michal Pietrzak Rafal Omelko Lukasz Domagala Grzegorz Sobinski          | dq      |      |